# Esoteric Recordings
Esoteric Recordings je anglické hudební vydavatelství, dceřiná společnost firmy Cherry Red Records. Věnuje se převážně vydávání reedic nahrávek ze sedmdesátých let, nejčastěji progresivního či psychedelického rocku. Společnost založil v roce 2007 podnikatel Mark Powell, který v minulosti pracoval například pro major labely jako Sony a EMI. Mezi hudebníky, jejichž alba společnost vydávala, patří například Daevid Allen, Ken Hensley, Jack Bruce či skupiny Keef Hartley Band, National Health a Egg.